# East Coker
East Coker, composto e pubblicato nel 1940, è il secondo dei Quattro quartetti, opera del poeta e critico statunitense T. S. Eliot. Venne successivamente ripubblicato nel 1943, insieme ad altre tre analoghe composizioni create dal 1935 al 1942 (Burnt Norton, The Dry Salvages, Little Gidding), in un unico libro.
Il tema della poesia è il tempo e il disordine della natura risultante dal fatto che l'umanità segue solo la scienza e non il divino. I capi delle nazioni sono descritti come dei materialisti, incapaci di comprendere a fondo la realtà. L'unica via di salvezza per l'umanità è quella di ricercare il divino guardando dentro di sé e comprendendo che gli uomini sono collegati tra loro. Solo allora le persone potranno comprendere l'universo.

## Introduzione
Durante il 1939 Eliot pensava di non essere più capace di continuare a scrivere poesie. In un tentativo di scoprire se era ancora in grado, iniziò a copiare alcuni elementi di Burnt Norton sostituendovi un'altra località: East Coker, un villaggio del Somersetshire non lontano dal mare, dal quale era partito nel 1669 Andrew Eliot, antenato del poeta, per emigrare in America. Eliot visitò il villaggio negli anni 1936-1937 e le sue ceneri sono sepolte nel cimitero a fianco della chiesa. Dentro la chiesa una targa ricorda che vi fu deposto nel 1965. Su di essa sono scritte le parole che Eliot stesso scelse come epitaffio, il verso di inizio e quello finale di East Coker: In my beginning is my end. Of your kindness, pray for the soul of Thomas Stearns Eliot, poet. In my end is my beginning. (Nel mio principio è la mia fine. Per gentilezza, pregate per l'anima di Thomas Stearns Eliot, poeta. Nella mia fine è il mio principio).
Riuscì a completare due tempi per il febbraio 1940, e terminò l'opera entro la fine del mese. John Davy Hayward, Herbert Read ed altri lo aiutarono nella revisione e correzione. East Coker venne pubblicato nell'edizione di marzo 1940 del New English Weekly per l'edizione di Pasqua. Venne in seguito ristampato a maggio e giugno, e fu pubblicato a settembre come opera a sé stante dalla casa editrice Faber & Faber. Dopo il completamento della poesia, Eliot iniziò a progettare la creazione dei Quattro quartetti come una serie di quattro poemi basati sullo stesso tema con Burnt Norton come primo e East Coker come secondo.

## Struttura
East Coker viene descritto come un poema della tarda estate, della terra, e della fede. Come nelle altre composizioni poetiche dei Quartetti, ognuno dei cinque tempi contiene un tema che è comune alle altre poesie: il tempo, l'esperienza, la purificazione, la preghiera, e la totalità.

### I tempo
“En ma fin est mon commencement”. Questo era il motto sullo stendardo di Maria Stuart, che Eliot riprende letteralmente, traducendolo ed invertendolo ("In my beginning is my end"), all'inizio del primo tempo di questo secondo Quartetto, e collegandolo a un frammento di Eraclito (il LXX) che afferma: "Il principio e la fine sono la stessa cosa". Esso diventa il tema centrale di tutta la composizione.
Anche in East Coker il poeta inizia con una meditazione sul potere che il tempo ha di mutare le cose, così per sé stesso, che si trova ormai "nel mezzo del cammin di nostra vita", come per l'umanità in generale; e come nel precedente Quartetto anche qui viene affermata la presenza del passato. In particolare, a conferma dell'impossibilità dell'uomo di impedire lo scorrere del tempo e l'avvicendarsi dei cambiamenti, appare una citazione quasi letterale dal libro del Qoelet (III, I-9) : "Le case vivono e muoiono: c'è un tempo per costruire / e un tempo per vivere e generare / e un tempo perché il vento rompa il vetro sconnesso / e scuota il rivestimento di legno lungo il quale trotta il topo / e scuota il logoro arazzo col suo tacito motto ricamato.".
Gli ultimi due versi sopra citati richiamano un'opera di Alfred Tennyson. la Mariana, ("il topo / squittiva dietro il logoro rivestimento di legno"), e l'arazzo ed il motto su esso ricamato rievocano Maria Stuart, con una riflessione sull'estrema caducità della gloria umana e temporale, come anche delle costruzioni materiali (le “case”, intese in questo caso sia come edifici che come dinastie).
Successivamente si giunge ad un vecchio villaggio dove viene evocata una visione di danza in una notte d'estate, in cui con un linguaggio volutamente arcaico si riprende il testo del "Boke named the Governour" (Libro detto il Governatore) che nel 1531 Sir Thomas Elyot, un antenato del poeta, aveva scritto elogiando la danza come simbolo del matrimonio. In realtà, la visione ha anche un aspetto grottesco, quasi spettrale: Eliot stesso dichiarò di essersi ispirato anche alla storia del villaggio maledetto di Germelshausen, in Turingia, in cui una volta ogni cento anni le persone morte rivivevano per una notte, danzando, per poi scomparire nuovamente.
Al motivo della "danza dei morti" si fonde il tema della "danza del tempo", e ritorna il richiamo al testo biblico del Qoelet: "il tempo delle stagioni e delle costellazioni / il tempo della mungitura e il tempo del raccolto / il tempo dell'accoppiamento dell'uomo e della donna / e quello delle bestie."
La visione di danza si chiude bruscamente con due secchi, lapidari, versi: "Piedi che s'alzano e cadono. / Mangiare e bere. Letame e morte.".
In estremo contrasto con la precedente visione, il primo tempo si conclude con una serena visione di un'alba d'estate, che potrebbe richiamare il finale del poema sinfonico Una notte sul Monte Calvo di Modest Petrovič Musorgskij, e la chiusa finale esprime il ritorno del poeta alla pace, al suo principio: "Spunta l'alba, e un altro giorno / si prepara al calore e al silenzio. Laggiù sul mare il vento dell'alba / increspa e scivola. Io sono qui / o là, o altrove. Nel mio principio.".

### II tempo
Nel secondo tempo appare un nuovo spunto di meditazione con lo sconvolgimento delle stagioni, che è opposto alla discussione sull'ordine della natura enunciata nel secondo tempo di Burnt Norton. Si manifesta un vero e proprio turbamento dell'ordine cosmico, con uno scontro tra le costellazioni, che porterà alla fine del mondo: "presi da un vortice che porterà / il mondo al fuoco distruttivo / che brucia prima che regni il ghiaccio.".
Improvvisamente, senza alcun preavviso, il poeta passa dallo stile poetico fin qui utilizzato ad uno stile in prosa (il che avviene anche nel secondo tempo di Burnt Norton e di The Dry Salvages), con l'affermazione che il modo di presentare le cose fin qui usato "non è molto soddisfacente: / uno studio perifrastico in una maniera poetica d'altri tempi, / che ci lascia ancora in preda alla lotta intollerabile / con le parole e con i significati. La poesia non importa / non era (per ricominciare) quello che ci si aspettava.".
Eliot inizia qui una riflessione sull'ottimismo e sull'entusiasmo dei saggi del passato (rappresentati dall'antenato sir Thomas Elyot, evocato nel primo tempo), che sono stati profondamente smentiti dalla storia dell'umanità, che ha spento una dopo l'altra le speranze e le aspettative degli uomini. Il poeta si chiede se essi avessero ingannato noi, o se prima avessero ingannato se stessi, "lasciandoci in eredità nient'altro che una ricetta d'inganni", e prosegue: "La serenità, solo una / deliberata ebetudine, / la saggezza, solo la conoscenza di segreti morti, / inutili nel buio nel quale figgevano lo sguardo / o dal quale volgevano gli occhi.".
La realtà dei fatti ha portato, invece che alla realizzazione delle speranze degli antichi, a trovarci tutti, parafrasando Dante nell'inizio dell'Inferno: "Nel mezzo, non solo nel mezzo del cammino / ma per tutto il cammino, in una selva oscura, tra i rovi, / sull'orlo di un pantano, dove il piede non è sicuro, / e tra minacce di mostri, luci fantastiche, / col rischio dell'incantesimo.”.
La conclusione del poeta è che gli antichi non erano veramente saggi, bensì folli, con la loro "paura della paura, della frenesia, del possesso", con la loro paura di “appartenere a un altro, o ad altri, o a Dio.” Pertanto, la conoscenza razionale viene descritta come inadeguata a spiegare la realtà. Coloro che seguono solo la ragione e la scienza sono in realtà ignoranti. Perfino il nostro progresso non è un vero progresso e noi continuiamo a ripetere gli stessi errori del passato. L'unica vera saggezza che sia possibile sperare di raggiungere, resta quindi “la saggezza dell'umiltà”, che è senza limiti o confini.
Il tempo termina con due versi che richiamano la fine della danza nel villaggio raccontata nel primo tempo, con le case che sono “andate tutte sotto il mare” e con i danzatori che sono finiti tutti “sotto la collina”, nella terra che li ha accolti e sepolti, e in ciò risuona un altro richiamo al clima di aridità e di "deserto umano" riecheggiato nella Terra desolata.

### III tempo
"O buio, buio, buio. Tutti vanno nel buio". Con questo primo verso il terzo tempo introduce un altro tema assai importante per Eliot: la notte, che viene subito affrontata contemporaneamente a due livelli: quello naturalistico, dell'oscurità in quanto assenza di luce, e quello interiore, spirituale, del passaggio nel buio della morte, nel buio dell'assenza di significato.
Vengono elencati dei personaggi con ruoli giudicati "di rilievo" nella società attuale: uomini d'affari, politici, finanzieri, e si afferma che anche costoro, i componenti della "classe dominante", "vanno tutti nel buio", avendo ormai "perduto il motivo dell'azione"; e noi, la gente comune, non facciamo altro che seguirli, "nel funerale silenzioso, / funerale di nessuno, perché non c'è nessuno da seppellire." In queste ultime parole riecheggia uno dei temi principali di "The Hollow Men", cioè il vuoto interiore che abita dentro gli uomini del nostro tempo, che si credono superiori a quelli vissuti in ogni altra epoca, ma che in realtà non sono altro che fantocci vuoti.
Il tema viene ulteriormente sviluppato con altre due immagini: la prima immagine è quella di un teatro in cui si spengono le luci e si prepara un cambio di scena, e il vecchio scenario viene "arrotolato e messo via". La seconda immagine riprende il tema già accennato della metropolitana sotterranea, evocando il momento in cui il treno si ferma a metà strada tra due stazioni, nel buio di una galleria, e dopo qualche attimo di distensione in banali conversazioni che tentano di riempire il vuoto e dissimulare lo smarrimento, scende il silenzio tra le persone, e inizia ad aumentare l'ansia, il senso di angoscia, "e non resta che il crescente terrore di non aver nulla a cui pensare".
A questo punto il discorso passa a un livello metafisico, presentando il concetto di "oscurità di Dio", un'oscurità che in realtà non è altro che una luce misteriosa, in cui "il buio sarà luce e la quiete danza". Riappare fugacemente un'immagine già incontrata nel primo quartetto, "le risa nel giardino", che qui viene definita "eco di un'estasi / non perduta". Il giardino non è più quindi il momento di ciò che avrebbe potuto essere, ma non è stato: è possibile recuperare anche quel momento, ma la via da percorrere è quella dell'"agonia / della nascita e della morte".
Il terzo tempo si conclude con un'attenta e profonda parafrasi di un passo di San Giovanni della Croce, nell'"Ascesa al Monte Carmelo", in cui Eliot sottolinea che solo attraverso un percorso "notturno", in cui si scavi dentro di sé facendo apparentemente il vuoto completo, e rinunciando a tutto, è possibile raggiungere la luce, e con essa il vero significato della nostra vita: "Per arrivare dove voi siete, per andare via da dove non siete, / dovete percorrere una strada dove non c'è estasi. / Per arrivare a ciò che non sapete / dovete andare per una strada che è la via dell'ignoranza. / Per possedere ciò che non possedete / dovete percorrere la via della spogliazione. / Per arrivare a ciò che non siete / dovete attraversare la via in cui non siete."
Gli ultimi tre versi, definiti da Angelo Tonelli "condensazioni di intuizioni eraclitee", sono una parafrasi del frammento 46 di Eraclito ("Ciò che è diverso è unito, e dalla differenza nasce bellissima armonia, e ogni cosa avviene per contrasto") e secondo Sweeney preludono alla conciliazione dei contrasti che avverrà in seguito nel poema: "E ciò che non sapete è la sola cosa che sapete / e ciò che avete è ciò che non avete / e dove siete è là dove non siete.".

### IV tempo
Questa lirica si presenta inizialmente assai oscura, anche se appare subito, anche ad una prima lettura, di un fulgore abbagliante. Del resto, Eliot stesso aveva affermato che “la vera poesia si può comunicare prima di essere capita” e che “una poesia, o parte di essa, può tendere a realizzarsi come un ritmo particolare, prima ancora di trovare la sua espressione in parole”. In realtà, in questo testo appaiono molti simboli e immagini tratti da San Giovanni della Croce e da altri poeti mistici inglesi, e specie all'inizio, si sente un clima molto forte, crudo, come un odore di sangue. Viene in mente la rappresentazione dei crocifissi come sono interpretati secondo la sensibilità spagnola, con un'intima attrazione per il sangue e per la sofferenza, visti come l'unico percorso che realmente ci può portare alla vita. Giunti alla fine del testo, ci si rende conto che si tratta di una visione del Venerdì santo e della Passione, rivissuta in un ritmo incalzante, in un gioco rigorosissimo di rime, con una straordinaria e musicale forza suggestiva.
La prima immagine è quella del chirurgo ferito, icona di Cristo, che “maneggia l'acciaio / che indaga la parte malata”; un chirurgo dalle “mani insanguinate”, di cui noi “sentiamo / l'arte pungente e pietosa di chi guarisce”. È qui presente il concetto di San Giovanni della Croce secondo il quale l'anima dell'uomo è malata, e Dio è il medico che può e vuole guarirla. Subito dopo viene affermato che "la nostra sola salute è la malattia", intendendo con ciò che solo riconoscendo la nostra profonda condizione di malati possiamo ritrovare la salute, che qui è intesa come sinonimo di "salvezza". E il compito dell'infermiera morente, simbolo della Chiesa, non sarebbe quello di compiacerci, illudendoci sul nostro stato, bensì quello di ricordarci la nostra condizione maledetta fin dal principio, fin dal primo respiro dell'uomo, e di farci comprendere che “per guarire la nostra malattia deve peggiorare”, cioè il male che è dentro di noi deve “uscire”, spurgando, la febbre deve aumentare, perché tocchiamo con mano la nostra realtà di esseri malati. “Tutta la terra è il nostro ospedale”: ovunque si trovi, ovunque vada, l'uomo è malato, e questo immenso ospedale che è la terra è stato costruito da “un miliardario in rovina”, immagine di Adamo, che in origine era ricchissimo e pieno di doni meravigliosi ma che li ha sperperati rovinando sé e la sua discendenza.
Il poeta riconosce che nell'ipotesi migliore noi moriremo seguiti dall'”assoluta cura paterna / che non ci lascerà mai, ma ci precede dappertutto.”. Quest'ultima immagine vuole rappresentare l'attenzione e la cura che Dio ha per gli uomini, sempre, comunque, ovunque, come un vero padre.
Dopo altre immagini legate ai sintomi della malattia, in cui il caldo e il freddo si mescolano, e “la febbre canta nei fili conduttori della mente”, appare una visione del Purgatorio, visto in collegamento con l'immagine della “rosa”, che ritornerà anche nel quarto quartetto (Little Gidding), ma che per ora si limita solo ad un piccolo, splendido verso: “la cui fiamma è di rose, ed il fumo è spine.”.
Il tempo si conclude con l'affermazione che, nonostante noi siamo fatti di carne e di sangue, “nostra sola bevanda è il sangue che stilla, / nostro solo cibo la carne sanguinosa”, con un chiaro alludere all'Eucaristia come strumento che introduce dentro di noi la vita divina, cioè l'unica vera vita.
L'ultimo verso conferma che, nonostante tutto, cioè nonostante la nostra malattia e, il nostro pensarci solo “carne e sangue”, stiamo parlando di “Venerdì santo” cioè di Dio che si immola e si offre a noi come cibo per donarci la sua vita.

### V tempo
Il quinto tempo inizia con una riflessione sull'uso e sul significato delle parole, esprimendo la convinzione del poeta circa la loro inadeguatezza ad esprimere la realtà delle cose e di ciò che sentiamo: “ogni impresa / è un nuovo inizio, un'incursione nel vago / con strumenti logori che sempre si deteriorano / nella generale confusione di sentimenti imprecisi, / indisciplinate squadre di emozioni.” Con le parole si finisce solo per dover sempre ricominciare, a dover sempre lottare “per recuperare ciò che è stato perduto / e trovato e perduto ancora, senza fine”, ci si trova nella situazione di “un nuovo inizio, totalmente, e di un tipo diverso di fallimento”. Il linguaggio delle parole è insomma inefficace, inadatto, troppo vago e ambiguo, per condurre alla vera comunicazione tra le persone, tuttavia “per noi, non vi è altro da fare che tentare. Il resto non è affar nostro.”.
La seconda parte del tempo inizia con la constatazione che “la casa è il punto da cui si parte”, intendendo che per comunicare veramente iniziamo dalla parte più intima di noi stessi, dalla nostra casa interiore, dal luogo del nostro riposo e della nostra vita. Vi è un rapido, fuggevole richiamo alla danza della vita e della morte, una danza che viene assimilata ad una fiamma che "brucia la nostra vita in ogni momento", poi Eliot rievoca il cimitero del primo tempo, mentre le parole echeggiano ancora il Qoelet: “c'è un tempo per la sera sotto un cielo stellato, / un tempo per la sera alla luce di una lampada / (la sera passata a sfogliare un album di fotografie).”.
Improvvisamente, appare nel testo l'amore, che “si avvicina di più a sé stesso / quando il luogo e l'ora cessano di avere importanza.”. È qui dichiarata l'estraneità dell'amore sia al tempo che al luogo, il suo essere altro rispetto a tutto ciò che è comune, il suo essere eterno, il suo essere la spinta che muove gli uomini, qualunque età abbiano, a esplorare la vita in ogni sua dimensione: “noi dobbiamo muovere senza fine / dentro un'altra intensità / per un'unione più completa, una comunione più profonda / attraverso il freddo buio e la vuota desolazione”. In questi due ultimi versi troviamo un'eco sia della "Nube della Non-conoscenza" di un anonimo mistico inglese del XIV secolo che della "Notte oscura dell'anima" di San Giovanni della Croce.
Il tempo si conclude con un'apertura improvvisa dello sguardo verso una distesa immensa d'acqua, verso il mare aperto, dove urlano le onde ed il vento, dove vola la procellaria e nuota il delfino, Viene qui fatta un'allusione al personaggio dantesco di Ulisse, al suo incessante desiderio di spingersi oltre, di esplorare l'ignoto, di viaggiare senza fine.
Il motto di Maria Stuart chiude il poemetto con un significato che qui ormai trascende qualunque richiamo o evocazione terrena, e manifesta il significato del nostro viaggio nello spingersi anche oltre la vita, anche oltre la morte: “Nella mia fine è il mio principio”. Quest'ultimo verso, in relazione con il verso di inizio del componimento, rivela una vera e propria "coincidentia oppositorum", nel senso che, mentre all'inizio del quartetto il motto rovesciato di Maria Stuart stava a significare che la fine compresente al principio indica la presenza ineluttabile della morte nella vita, alla fine dell'opera la morte diviene invece rinascita, quindi principio.

## Tematiche
East Coker manda un messaggio di speranza agli inglesi, duramente provati dalla seconda guerra mondiale, incitandoli a credere che riusciranno a sopravvivere alla guerra. In una lettera del 9 febbraio 1940, Eliot afferma che "abbiamo veramente poca speranza di contribuire a un cambiamento sociale immediato; e siamo più disposti a riporre la nostra speranza nei piccoli cambiamenti parziali, piuttosto che nel trasformare subito il mondo intero... Dobbiamo mantenere vive le nostre aspirazioni che possono rimanere valide anche durante il più lungo e oscuro periodo di calamità e degradazione universale della storia." La poesia è collegata alla guerra anche nel senso che si connette all'idea di Eliot che esiste una sola umanità. In particolare, Stephen Spender affermò che "la guerra cambiò l'atteggiamento di Eliot convincendolo che esisteva una causa Occidentale da difendere attivamente. E dopo la guerra ci sarebbe stata la Germania da riportare nell'ambito della tradizione Occidentale".
Il poema funzionò come una specie di contraltare all'idea diffusa che la Terra desolata fosse l'espressione del disinganno dopo la prima guerra mondiale, anche se Eliot non accettò mai questa interpretazione. La guerra stessa viene direttamente menzionata da Eliot in pochissimi scritti. Tuttavia, essa influenza il testo della poesia, specialmente nel senso che la distruzione causata dalla guerra è riflessa nel poema come distruzione della natura e del cielo. La poesia descrive la società in modo simile alla Terra desolata, enfatizzando specialmente la morte e il morire. Il luogo è collegato a dove la famiglia di Eliot ha avuto origine, ed è parimenti il posto in cui la sua famiglia avrà simbolicamente fine. Nella seconda parte, la natura sta sperimentando il disordine, e si allude al fatto che anche gli esseri umani possono bruciare, e che la ragione, la conoscenza e la scienza non possono salvare le persone. Gli errori del nostro passato divengono il motivo per cui esiste la guerra e i conflitti in generale e noi abbiamo bisogno di diventare umili per evitare la distruzione. Tuttavia, l'oscurità divora coloro che governano il mondo e la società. Ciò è in parte a causa della caduta di Adamo, e del relativo concetto di peccato originale. Cristo è il nostro salvatore e noi abbiamo bisogno di cercare la redenzione per superare i nostri fallimenti. Eliot afferma di essere coinvolto nella lotta per l'umanità e nella ricerca di ciò che è veramente importante imparare. Solo attraverso Cristo l'uomo può essere redento.
Con un radicale cambiamento rispetto alle aspettative, la poesia di Eliot suggerisce che i vecchi dovrebbero uscire da sé stessi e mettersi a esplorare. Egli avverte che la gente dovrebbe acquistare la saggezza in cambio di esperienze senza senso e afferma che gli uomini dovrebbero esplorare l'esperienza umana stessa. Questo concetto è accennato nella Terra desolata e trae la sua origine dalle idee espresse da Dante nel Convivio. Dante afferma che si ritiene comunemente che i vecchi stiano per tornare da Dio e descrive il loro ritorno in modo simile ai viaggi di Ulisse. Diversamente dall'eroe descritto da Omero, Dante dice che gli uomini non dovrebbero viaggiare nel mondo materiale ma in quello spirituale. Sia Dante che Eliot suggeriscono una visione simile a quella di Sant'Agostino quando mettono l'accento sui viaggi interiori. Attraverso questi viaggi, l'umanità raggiunge la fede nella salvezza e riesce a scoprire che vi è molto di più nel mondo che la sola oscurità. Eliot spiega che noi siamo tutti interconnessi attraverso il tempo e dobbiamo arrivare a comprendere ciò. Solo mediante questa comprensione l'uomo può capire la verità dell'universo. Questo, a sua volta, permetterebbe all'umanità di liberarsi del fardello del tempo. Come spiega Russel Kirk: "Ciò porta, per coloro che percepiscono una realtà superiore a 'nascita, accoppiamento, e morte' - una realtà che trascende il ritmo della natura materiale -, a conoscere Dio e a godere della sua compagnia per sempre."
La famiglia e la sua storia giocano anch'esse un ruolo importante nel poema. Eliot trovò le informazioni sulla sua famiglia dal libro Sketch of the Eliot Family (Profilo della famiglia Eliot), che descriveva come essa abbia vissuto a East Coker per 200 anni. Quando Andrew Eliot partì, questo fatto interruppe la storia della famiglia. Similmente, Eliot si distaccò dalla sua famiglia, che egli vedeva ormai in declino. Nel testo della poesia, Eliot pone l'accento sul bisogno di un viaggio e di un cambiamento interiore.

## Fonti
Gli aspetti poetici della poesia sono basati, in conformità a quanto detto da Eliot, sulla tradizione delle prime opere di John Cleveland, Edward Benlowes, William Blake, e William Butler Yeats. In aggiunta, molte immagini sono collegate alla poesia di Stéphane Mallarmé. Per quanto riguarda la teologia, Eliot è ortodosso nella sua teoria e dipende principalmente dagli scritti di Sant'Agostino. Ci sono ulteriori influenze dalle opere di Thomas Browne e Giovanni della Croce. Applicando queste valutazioni alla società, Eliot fu fortemente influenzato dall'opera di Christopher Dawson, in particolare dalla sua convinzione che la comprensione di Dio fosse il primo passo per ottenere una società migliore.
Oltre alle molte fonti letterarie, Eliot si basa anche sui suoi sentimenti e sulle sue personali esperienze, specialmente sul forte stress che ha provato mentre componeva il poema. Similmente, Eliot usa l'immagine dei Padri Pellegrini diretti in America e le loro storie che aveva spesso ascoltato nella sua infanzia. In particolare, sua madre aveva scritto delle poesie sull'arrivo dei pellegrini nel New England, ed Eliot aveva trovato delle informazioni relative alla storia della sua famiglia in un libro dal titolo Sketch of the Eliot Family. La località da cui ha preso il titolo la poesia, East Coker, era il luogo da cui l'antenato di Eliot, Andrew Eliot, partì per unirsi agli altri pellegrini.

## Accoglienza e giudizio della critica
East Coker vendette almeno 12 000 copie nel periodo immediatamente successivo alla pubblicazione. Come reazione Eliot dichiarò che "la sua popolarità provava che era una pessima poesia". Indipendentemente dalla verità o meno di tale affermazione, egli fu felice del fatto che il poema potesse ispirare le persone durante la guerra. L'amica di Eliot, Emily Hale, amava talmente questa poesia che la lesse ai suoi studenti dello Smith College "come se fosse una lettera d'amore proveniente da Dio". Le prime recensioni critiche si focalizzarono sulla discussione relativa al contenuto, non tanto allo stile. Nella rivista Southern Review, James Johnson Sweeney, nella primavera del 1941, e Curist Bradford, nell'inverno del 1944, dibatterono sulle parafrasi della poesia e sulle fonti di vari passaggi. Tuttavia, Andrews Wanning, nella primavera del 1941, affermò che Burnt Norton era una poesia migliore di East Coker e che mentre "'Burnt Norton' aveva un contenuto evocativo, 'East Coker' era invece una poesia di discussione e spiegazione". Un altro critico statunitense, Delmore Schwartz non apprezzò lo stile di East Coker, specialmente nel quinto tempo.